# Nancy Caslo
Nancy Caslo (Wilrijk, 25 juli 1968) is een voormalige Belgische politica voor het Vlaams Belang.

## Levensloop
Caslo werd politiek actief voor het Vlaams Blok en daarna het Vlaams Belang en werkte voor de VB-fractie in de Senaat en de juridische dienst van de partij.  Van 2000 tot 2011 was ze tevens gemeenteraadslid van Hemiksem. Later vestigde Caslo zich in Deurne, waar ze bij de districtsraadsverkiezingen voor oktober 2024 kandidaat was voor het Vlaams Belang.
Bij de verkiezingen van 2003 werd ze voor de kieskring Antwerpen onverwacht verkozen in de Kamer van volksvertegenwoordigers. Ze werd op basis van haar aantal voorkeurstemmen vanop de achtste plaats op de kieslijst verkozen en sprong over drie andere kandidaten.  Ze bleef in de Kamer zetelen tot in 2007 en werd bij de verkiezingen dat jaar niet herkozen. Vervolgens werd ze actief als uitbaatster van verschillende cafés.
Gerelateerde onderwerpen: Partijprogramma · 70-puntenplan · Cordon sanitaire · Racismeklacht